# La Bohème (1926)
La Boheme é um filme mudo estadunidense, do gênero drama histórico, dirigido por King Vidor e estrelado por Lillian Gish, em seu primeiro filme com a MGM, e John Gilbert. Baseado na ópera de Puccini, o filme foi lançado em 24 de fevereiro de 1926.

## Elenco
- Lillian Gish como Mimi Brodeuse
- John Gilbert como Rodolphe
- Renée Adorée como Musette
- George Hassell como Schaunard
- Roy D'Arcy como Vicomte Paul
- Edward Everett Horton como Colline
- Karl Dane como Benoit (Janitor)
- Mathilde Comont como Madame Benoit
- Gino Corrado como Marcel
- Eugene Pouyet como Bernard (como Gene Pouyet)
- Frank Currier como Gerente de Teatro
- David Mir como Alexis
- Catherine Vidor como Louise
- Valentina Zimina como Phemie